# 宋勇 (1965年)
宋勇（1965年12月—），男，汉族，江苏东台人。中华人民共和国政治人物，中国共产党党员，现任江苏省盐城市交通运输局局长，第十三届全国人民代表大会江苏地区代表。

## 生平
2018年2月24日，当选为第十三届全国人大代表。